# جيري غولدستاين (فيزيائي)
جيري غولدستاين (بالإنجليزية: Jerry Goldstein)‏ هو فيزيائي أمريكي، ولد في 23 ديسمبر 1970.